# Rijksregister
Het Belgische Rijksregister is een databank met bevolkingsgegevens over elke burger. Het register wordt beheerd door de Federale Overheidsdienst Binnenlandse Zaken, maar de gegevens worden aangeleverd door de bevolkingsadministratie van de gemeenten.  Het wordt voornamelijk gebruikt om natuurlijke personen te identificeren.
Bij de geboorte wordt elke Belg een uniek rijksregisternummer toegekend waarmee een aantal administratieve gegevens in het rijksregister terug te vinden zijn (domicilie, burgerlijke stand, nationaliteit). Het staat vermeld op de identiteitskaart. De Gegevensbeschermingsautoriteit (de vroegere Privacycommissie) waakt erover dat alleen bevoegden (een gedeelte van) de informatie kunnen raadplegen.
Door de koppeling van het rijksregisternummer aan de elektronische identiteitskaart kan men snel een persoon identificeren.
Het rijksregister wordt geregeld bij wet van 8 augustus 1983 tot regeling van een Rijksregister van de natuurlijke personen.
De wet van 25 november 2018 maakt het mogelijk om veranderingen in het Rijksregister automatisch door te geven aan bepaalde bedrijven of organisaties (bijvoorbeeld een adresverandering bij verhuis aan de bank, telecomoperator of nutsbedrijf). De mogelijkheid staat enkel open voor bedrijven of organisaties waarmee men een "duurzame contractuele relatie" heeft en moet men steeds uitdrukkelijke toestemming geven hiervoor. De instanties die gebruik willen maken van deze toestemming moet voldoen aan verschillende voorwaarden inzake gegevensbescherming en moeten een 'referentierepertorium' bijhouden van alle personen die toestemming hebben gegeven.

## Bevolkingsregister en wachtregister
De gemeenten zijn verplicht om bevolkingsregisters bij te houden van alle personen die hun hoofdverblijfplaats hebben in de gemeente. Daarnaast beheert de gemeente ook een wachtregister voor 'vreemdelingen' die in zich in de gemeente vestigen maar die niet kunnen of mogen ingeschreven worden in de bevolkingsregisters (bijvoorbeeld asielzoekers). De gemeente moeten de gegevens uit deze registers delen met het Rijksregister.
Het gemeentebestuur kan de gegevens uit het bevolkingsregister gebruiken voor interne doelen.
Burgers kunnen informatie verkrijgen uit het bevolkingsregister over hun eigen gegevens; Iedereen kan ook een uittreksel vragen uit het bevolkingsregister van een natuurlijke persoon als hiervoor een wettelijke basis is. Bijvoorbeeld indien u de gegevens nodig heeft van een derde om een zaak te starten bij een burgerlijke rechtbank of indien u gegevens nodig heeft van een persoon om schulden in te vorderen.
Het verkrijgen van lijsten van personen uit het bevolkingsregister is in principe verboden. Er zijn een aantal strikte uitzonderingen. Zo kan een lijst bijvoorbeeld wel bezorgd worden aan organisatie voor taken van algemeen belang of aan politieke partijen in het kader van de verkiezingen (kiezerslijst).